# Belgische gemeenteraadsverkiezingen 1982
De Belgische gemeenteraadsverkiezingen van 1982 vonden plaats op zondag 10 oktober 1982.
De gemeenteraden van alle 589 Belgische gemeenten werden verkozen voor een periode van zes jaar, te starten op 1 januari 1983. De vorige gemeenteraadsverkiezingen vonden plaats op zondag 10 oktober 1976 en de volgende op zondag 9 oktober 1988.
Bij deze verkiezing fuseerde de stad Antwerpen met zeven randgemeenten, die districten van Antwerpen werden.
In veel gemeenten steeg het aantal te verkiezen gemeenteraadsleden, maar door de fusie in Antwerpen waren er in totaal netto 19 gemeenteraadsleden minder te verkiezen dan in 1976.
In totaal werden 2.718 kandidatenlijsten ingediend bij deze gemeenteraadsverkiezingen.
In twee gemeenten was er slechts één lijst ingediend en hoefden de kiezers niet te stemmen: in Herstappe, waar dit voordien ook het geval was, en in Grâce-Hollogne, waar PS en PSC onderling de zetels verdeelden.

## Kiezers en stemmen
De kiezers en stemmen waren als volgt:
| Gebied                               | Ingeschreven kiezers | Uitgebrachte stemmen | Opkomst | Blanco/ongeldig |
| ------------------------------------ | -------------------- | -------------------- | ------- | --------------- |
| Gemeenten in Brussel-Halle-Vilvoorde | 1.002.663            | 915.856              | 91,34 % | 4,97 %          |
| (overige) Vlaamse gemeenten          | 3.743.800            | 3.582.729            | 95,70 % | 4,46 %          |
| Waalse gemeenten                     | 2.162.073            | 2.031.236            | 93,95 % | 5,18 %          |

## Uitslagen
Over het algemeen ging CVP achteruit en Agalev vooruit.
In Brussel werden 47 gemeenteraadsleden verkozen. Brussel kende sinds de Belgische onafhankelijkheid altijd een liberale burgemeester. De liberalen gaan weliswaar vooruit, maar er werd een andere meerderheid gevormd met ex-premier Paul Vanden Boeynants (PSC) als burgemeester, maar omwille van zijn gerechtelijke problemen werd Hervé Brouhon (PSC) burgemeester.
In Gent werden 51 gemeenteraadsleden verkozen. De CVP en de PVV vormen een coalitie, met Jacques Monsaert als burgemeester.